# Мелькиты
Мелькиты, мельхиты (сир. ܡܠܟܝܐ (malkoyo); араб. ملكي‎) — термин, обозначающий православных христиан Ближнего Востока в средневековую эпоху. После раскола 1724 года в Антиохийской церкви название «мелькиты» стало применяться к верующим униатам Мелькитской грекокатолической церкви. Происхождение термина восходит к эпохе Вселенских соборов и расколов V—VI веков. Христиане, принявшие определения Халкидонского собора в V веке и заявившие о своей преданности церкви Византийской империи, стали именоваться мелькитами. Слово «мелькиты» происходит от сирийского malka (царь, император), буквально означает «царские» и первоначально использовалось для того, чтобы отличать сторонников халкидонского православия от ближневосточных нехалкидонитов.

## История термина

### Средние века
В ранних источниках слово «мелькиты» не встречается. Средневековый яковитский автор Иоанн Эфесский именовал халкидонитов «синодитами» (то есть сторонниками Халкидонского собора). Более поздние западно-сирийские хронисты Дионисий Телль-Махрский, Михаил Сириец в своих трудах чаще именовали последователей византийской церкви «халкидонитами». В Египте коптские писатели в Средние века именовали сторонников византийской ортодоксии «ромеями» (ar-rūm). В период арабских завоеваний, на рубеже VIII—IX веков носители греческого языка постепенно исчезли с территории Ближнего Востока, ослабли связи с Византийской империей. Арабизация христианского населения привела к тому, что к IX—X векам православные стали арабоязычными, а их самоназванием стал термин «мелькиты». Для религиозной идентификации арабоязычных христиан-халкидонитов термины «мелькитское исповедание» и «мелькитский патриарх» в своих трудах использовали православные хронисты (Евтихий Александрийский (877—940) и Агапий Манбиджский). Слово «мелькиты» по отношению к христианам-халкидонитам использовалось также несторианскими и яковитскими писателями. Также термин «мелькиты» упоминается и у мусульманских авторов (Аль-Масуди, Аль-Бируни, Ибн Хазм и другие). В XVI веке появляется анонимное сочинение в котором даётся альтернативное истолкование происхождения термина «мелькиты». Согласно данному труду в годы арабского завоевания Палестины мусульмане заставили иерусалимского патриарха Софрония I (560—638) выбрать наименование своей общины, позволявшее бы отличать её от несториан и яковитов. Патриарху явился ангел, который назвал слово «мелькиты», которое надлежало понимать как «идущие во след Царя Небесного». Автор сочинения подчёркивает, что эпоним «царь» восходит к Иисусу Христу, а не к византийскому императору.

### После раскола 1724 года
После раскола 1724 года Антиохийской православной церкви на православную и униатскую части между ними началась острая полемика в том числе по вопросу самоназвания. Униатская церковь, претендуя на преемственность антиохийской церковной традиции, именовала своих приверженцев «христианами-ромеями», «общиной ромеев-мелькитов католиков» или просто «католиками». В документе о даровании паллия первому униатскому патриарху Кириллу VI Танасу Рим называет последователей Танаса «истинными мелькитами-православными», которые всегда стремились воссоединиться с Римской «Матерью-Церковью». На протяжении XVIII века и начала XIX века, как в православных, так и в католических текстах термин «мелькиты» почти не встречался. В 1848 году патриарх униатской церкви Максим III в своём послании упомянул слово «мелькиты». По этому поводу православные выступили с протестами, обвинив униатов в попытке присвоить себе древнее самоназвание ближневосточных арабов-христиан. Однако в последовавшей за этим полемике, имея большее число типографий и образованных публицистов, победу одержала католическая сторона, фактически присвоив название «мелькиты» своей общине. Фактически с середины XIX века название «мелькиты» стало применяться к антиохийским униатам.